# Вороніна Галина Прохорівна
Галина Прохорівна Воро́ніна (нар. 23 жовтня 1914, Харків — пом. 4 грудня 1994, Київ) — українська радянська скульпторка; членкиня Спілки радянських художників України з 1945 року.

## Біографія
Народилася 10 [23] жовтня 1914 року в місті Харкові (нині Україна) у сім'ї письменника Прохора Вороніна. Упродовж 1930—1938 років навчалася у Харківському художньому технікумі у Леонори Блох; у 1938—1945 роках — у Київському художньому інституті у Макса Гельмана, Павла Гевеке. Дипломна робота — «Дівчина-снайпер».
Жила у Києві в будинку на Русанівській набережній, № 14/1, квартира № 23. Померла у Києві 4 грудня 1994 року.

## Творчість
Працювала в галузях станкової та монументальної скульптури. Серед робіт:
- «Вальцівник Захаров» (1947, гіпс тонований);
- «Герой Радянського Союзу В'ячеслав Квітинський» (1949, гіпс тонований);
- «Герой Соціалістичної Праці П. Г. Левченко» (1951, теракота);
- «Робітник В. П. Вержиковський» (1957, оргскло);
- «Робітниця механічного заводу, комсомолка Є. І. Любодаєва» (1958, гіпс тонований);
- «Скульптор Лілія Гордієнко» (1959, гіпс тонований);
- «Герой Соціалістичної Праці, бригадир комуністичної бригади заводу «Арсенал»  Віктор Філіпов» (1963);
- «Василь Чапаєв» (1965, скло, бетон; у співавторстві з Оленою Мельничук);
- «Революціонер-підпільник Іван Товстуха» (1967).

Виконала низку зразків для масового виробництва: «Дівчина з веслом» (1940); «Рибалки» (1956), «Їм портрібен мир» (1961) та інші.
Брала участь у республіканських виставках з 1947 року, всесоюзних — з 1958 року.